# Stenka Razin
Stepan Timofeyevich Razin (em russo:  Степа́н Тимофе́евич Ра́зин, pronúncia russa: [sʲtʲɪˈpan (ˈsʲtʲenʲkə) tʲɪmɐˈfʲeɪvʲɪtɕ  ˈrazʲɪn]), conhecido como Stenka  (Стенька) Razin (1630 –  6 de junhojul./16 de junhogreg. de 1671) foi um cossaco russo que liderou uma grande rebelião contra a burocracia da nobreza e dos tsares no sul da Rússia, entre 1670 e 1671.
Vindo das estepes, ele percorreu o Volga, conclamando os trabalhadores, camponeses e servos a se rebelarem contra os tiranos. Capturou o governador da província, arremessando-o do alto da torre de Astracã. Chicoteou cobradores de impostos e submeteu aristocratas ao suplício da roda. Finalmente foi preso em Simbirsk e enforcado na praça pública.  Stenka Razin tornou-se um grande herói popular do seu país, onde é tema de lendas e canções. A primeira obra, propriamente cinematográfica, feita na Rússia, em 1908, também foi sobre ele. 
- Stenka Razin